# Sonotrella bipunctata
Sonotrella bipunctata är en insektsart som först beskrevs av Lucien Chopard 1969.  Sonotrella bipunctata ingår i släktet Sonotrella och familjen syrsor. Inga underarter finns listade i Catalogue of Life.